# Schwaförden
Schwaförden è un comune di 1.415 abitanti della Bassa Sassonia, in Germania.
Appartiene al circondario (Landkreis) di Diepholz (targa DH) ed è parte della comunità amministrativa (Samtgemeinde) di Schwaförden.
Il territorio comunale comprende la frazione di Mallinghausen.